# 人見悠紀夫
人見 悠紀夫（ひとみ ゆきお）は、日本の実業家。元山一証券取締役、元山一ファイナンス社長。

## 経歴
高千穂経済専門学校第33回(現・高千穂大学)卒業。
山一証券に入社。1961年１月第一営業部神田支店長となり、株式引受部調査役同部付部長東京営業部長を経て
1978年2月第三事業法人部長、1979年10月法人本部副本部長に昇格し、同年12月取締役に就任。